# Havránok
Havránok je archeologická lokalita na Slovensku nad hrází přehrady Liptovská Mara a také muzeum v přírodě (archeoskanzen). Nachází se na východním úpatí vrchu Úložisko (741,7 metrů), dva kilometry jižně od obce Bobrovník v okrese Liptovský Mikuláš. 
Dlouholetým výzkumem Archeologického ústavu Slovenské akademie věd v Nitře pod vedením Karola Piety zde bylo prozkoumáno hradiště s druidskou svatyní púchovské kultury, připisované kmeni Kotinů z doby laténské v 1. století př. n. l. Kromě opevnění, běžné zástavby a výrobních zařízení (např. hrnčířské pece) byla odkryta obětní šachta s oltářem a milodarovými oběťmi a kamenné cesty se sloupořadím. 

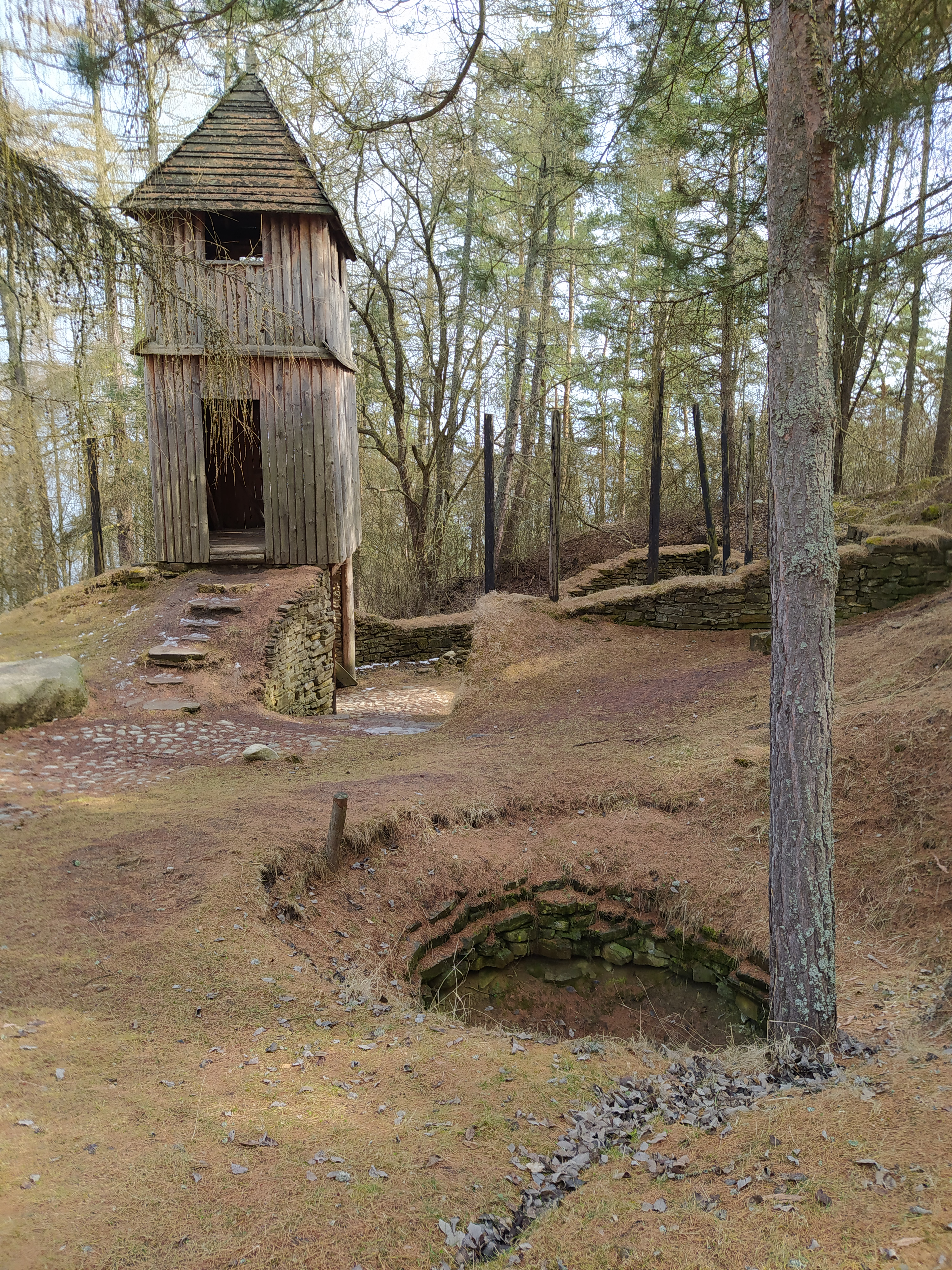
Věž s branou u sloupořadí

Ve 12. až 15. století na místě byla slovanská osada se středověkým zeměpanským hrádkem s obytnou věží, opevněným palisádami a příkopem. V pozdějším období byl vybudován zděný kostel. 
Rekonstruované stavby (původní opevnění s kamennými hradbami, dřevěnými palisádami a vstupní branou a srubový dvorec), obětiště i nalezené předměty (nářadí, nástroje, šperky, mince aj.) jsou součástí archeologického skanzenu. Celý komplex je od roku 1967 národní kulturní památkou.
Východním směrem pod kopcem se nachází ruiny kostela Panny Márie se zachovalou věží.